# Pieter van Waas
Pieter Marinus van Waas (ur. 30 grudnia 1878 w Rotterdamie, zm. 21 marca 1962 tamże) – holenderski strzelec, olimpijczyk.
Startował na Letnich Igrzyskach Olimpijskich 1908. Wystąpił w karabinie dowolnym w trzech postawach z 300 m, w którym zajął 22. miejsce wśród 51 startujących strzelców.

## Wyniki

### Igrzyska olimpijskie
| Igrzyska    | Konkurencja                          | Wynik                  | Miejsce | Źródło |
| ----------- | ------------------------------------ | ---------------------- | ------- | ------ |
| Londyn 1908 | Karabin dowolny, trzy postawy, 300 m | 768 pkt. (295–285–188) | 22      | [ 1 ]  |